# Sinibaldo (nome)
Sinibaldo  è un nome proprio di persona italiano maschile.

## Varianti
- Femminili: Sinibalda[2]

### Varianti in altre lingue
- Catalano: Sinibald[5]
- Francese: Sinibald
- Latino: Sinibaldus[1]
- Spagnolo: Sinibaldo[5]
- Tedesco: Sinibald

## Origine e diffusione
Deriva da un nome germanico dall'origine dibattuta. È composto da due elementi, di cui il secondo è certamente bald ("valoroso", "coraggioso", "ardito"); il primo potrebbe essere sint ("via", "cammino"), sin ("spirito"), sunia ("sincero") o anche sigu ("vittoria").
Il nome gode di scarsissima e sempre minor diffusione in italiano moderno, attestandosi prevalentemente nell'Italia centro-settentrionale, sostenuto dal culto di alcuni santi e limitato perlopiù a qualche casato nobiliare.

## Onomastico
L'onomastico si può festeggiare il 19 agosto in memoria di san Sinibaldo o Sebaldo, eremita ed evangelizzatore presso Norimberga.

## Persone
- Sinibaldo, vescovo di Noli

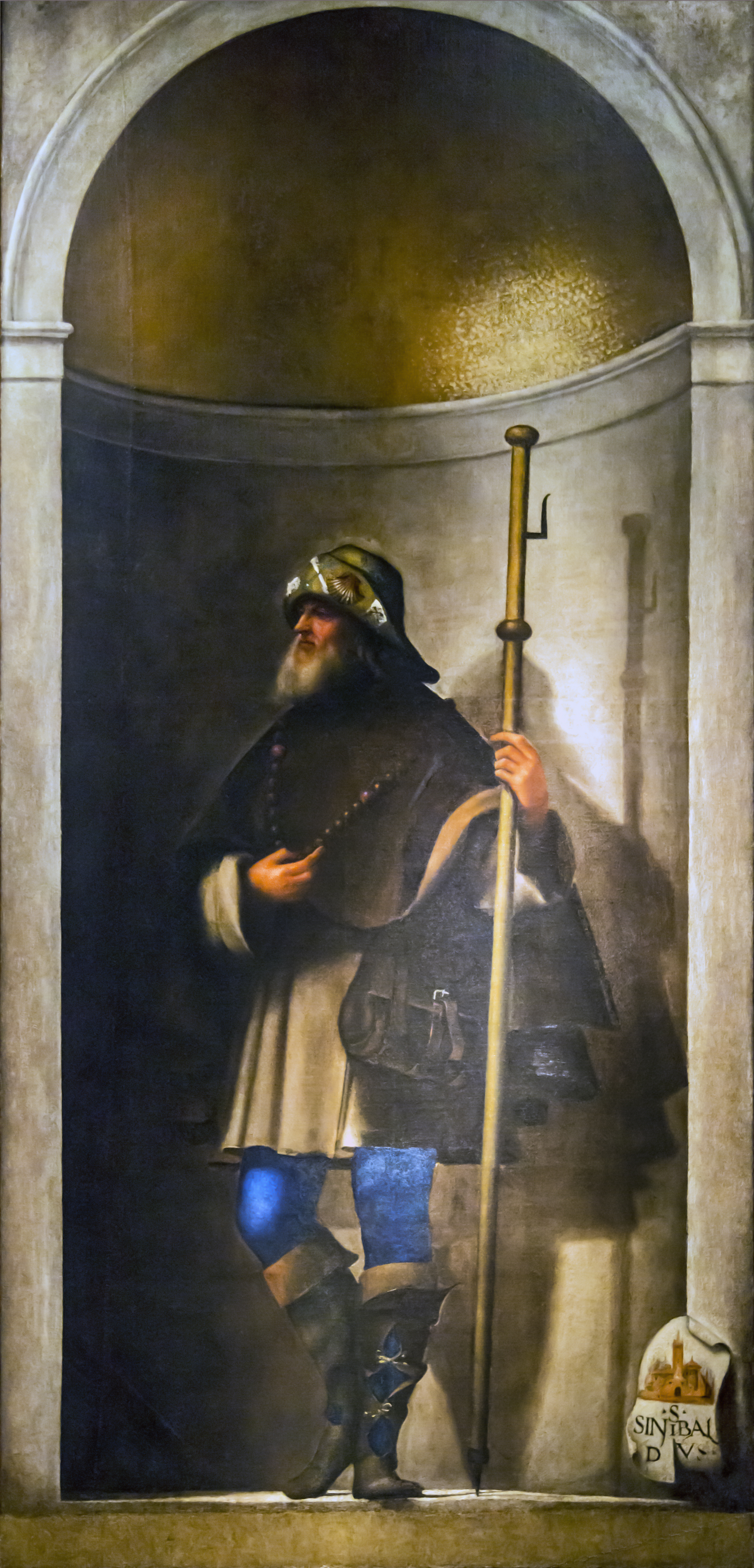
Sinibaldo da Norimberga

- Sinibaldo da Norimberga, religioso tedesco
- Sinibaldo Doria, cardinale e arcivescovo cattolico italiano
- Sinibaldo Fieschi, divenuto papa col nome di Innocenzo IV
- Sinibaldo Ordelaffi, signore di Forlì
- Sinibaldo II Ordelaffi, signore di Forlì
- Sinibaldo Scorza, pittore italiano